# Sparysz
Sparysz – dawne jezioro na Białorusi, w obwodzie homelskim, w rejonie brahińskim. Zasiłała je rzeka Brahinka. Po 1921 roku zostało osuszone, obecnie w jego miejscu znajdują się pola uprawne.